# Peperomia sirupayana
Peperomia sirupayana är en pepparväxtart som beskrevs av C. Dc.. Peperomia sirupayana ingår i släktet peperomior, och familjen pepparväxter. Inga underarter finns listade i Catalogue of Life.